# José Alberto Costa
José Alberto Costa (nacido el 31 de octubre de 1953) es un exfutbolista portugués que se desempeñaba como centrocampista.
José Alberto Costa jugó 24 veces para la selección de fútbol de Portugal entre 1978 y 1983.

## Trayectoria

### Clubes
| Club                 | País           | Año         |
| -------------------- | -------------- | ----------- |
| Académica de Coimbra | Portugal       | 1971 - 1978 |
| Rochester Lancers    | Estados Unidos | 1977        |
| FC Porto             | Portugal       | 1978 - 1985 |
| Vitória SC           | Portugal       | 1985 - 1986 |
| CS Marítimo          | Portugal       | 1986 - 1987 |

### Selección nacional
| Selección | País     | Año         |
| --------- | -------- | ----------- |
| Absoluta  | Portugal | 1978 - 1983 |

## Estadística de equipo nacional
| Selección de fútbol de Portugal | Selección de fútbol de Portugal | Selección de fútbol de Portugal |
| Año                             | Partidos                        | Goles                           |
| ------------------------------- | ------------------------------- | ------------------------------- |
| 1978                            | 5                               | 1                               |
| 1979                            | 3                               | 0                               |
| 1980                            | 4                               | 0                               |
| 1981                            | 7                               | 0                               |
| 1982                            | 1                               | 0                               |
| 1983                            | 4                               | 0                               |
| Total                           | 24                              | 1                               |